# مارتن إيتي
مارتن إيتي (بالإنجليزية: Martin Iti)‏ مواليد 28 فبراير 1983 في سيدني، هو لاعب كرة سلة أسترالي. بدأ مسيرته الاحترافية في سنة 2008.

## المسيرة الاحترافية
لعب مع ساوثلاند شاركز في موسم 2010–2011، ثم لعب مع سيدني كينجز في الدوري الأسترالي في موسم 2011–2012، ثم لعب مع ويلينغتون ساينتس في سنة 2012.